# Sun Dial
I Sun Dial sono un gruppo alternative rock britannico formato nel 1990 dal chitarrista e cantante Gary Ramon, già leader degli psichedelici The Modern Art, Anthony Clough alle tastiere e il percussionista Dave Morgan.
Nel loro stile confluiscono elementi di rock psichedelico in tutte le sue derivazioni, di acid rock, dance rock e anche shoegaze.

## Discografia

### Album
- Other Way Out — Tangerine Records (1990); Dutch East India Trading Company (1991); UFO Records (1991); Acme Records (1994, 1996, 2003); Gallium Arsenide (1996); Lava (1997); Relapse Records (2006)
- Reflecter — UFO Records (1992); Dutch East India Trading Company (1992); Midi Inc. (1992)
- Libertine — Beggars Banquet Records (1994); CD/MC (1994); Atlantic Records (1993)
- Return Journey — Acme Records (1994); Gallium Arsenide (1996); Relapse Records (2006)
- Acid Yantra — Beggars Banquet Records (1995); Acme Records (1995, 2007)
- Live Drug — Acme Records (1996)
- Zen For Sale — Acme Records (2003); Headspin (2003)
- Shards Of God — Acme Records (compilation, 2007)
- Libertine - Deprogrammed — Acme Records (2007)
- Processed For DNA (The 20th Anniversary Anthology) — Shrunken Head (2-CD, 2010)
- Sun Dial — Shrunken Head (2010)
- Pumpkinhead — Shrunken Head (2011)
- Mind Control — Tangerine Records (2012)

### Singoli
- Exploding in your Mind — 12", Tangerine Records (1990)
- Visitation — 7", (1991)
- Exploding in your Mind — one-sided 12", UFO Records (1991)
- Fireball — 7", UFO Records (1991)
- Reflecter — CD, UFO Records (1992)
- Fazer — 12", UFO Records (1992)
- Fazer remix — 12", UFO Records (1992)
- Bad Drug — 7", Beggars Banquet Records (1995)
- Apollo — 7", Munster (1995)
- Ghost Machine — 7", Distortions (1997)
- Out of Space Out of Time — 7", Ace of Discs (2002)
- Free Sitar — 7", Acme Records (2002)

### EP
- Overspill (12"/CD, UFO Records, 1991)
- Fazer (12"/CD, UFO Records, 1992)
- Going Down (7"/CD, Beggars Banquet, 1993)
- Pumpkinhead (CD, Acme, 2008)
- Pumpkinhead 2 (CD, Acme, 2008)
- Pumpkinhead 3 (CD, Acme, 2008)
- Salem (CD, Acme, 2009)
- Afterlife (CD, Acme, 2009)
- Equinox (CD, Acme, 2009)
- Dead at Dawn (CD, Acme, 2010)

### Cofanetti
- Exploding in your Mind - A Collection of Outtakes, Alternative Mixes and Rehearsals 1990-91 (CD, Acme, 2010)